# Kõrgessaare (gemeente)
Kõrgessaare (Estisch: Kõrgessaare vald) is een voormalige gemeente in de Estische provincie Hiiumaa. De gemeente telde 1062 inwoners (2011) en had een oppervlakte van 379,5 km². De hoofdplaats was Kõrgessaare.
De gemeente is in 2013 opgegaan in de nieuwe gemeente Hiiu.

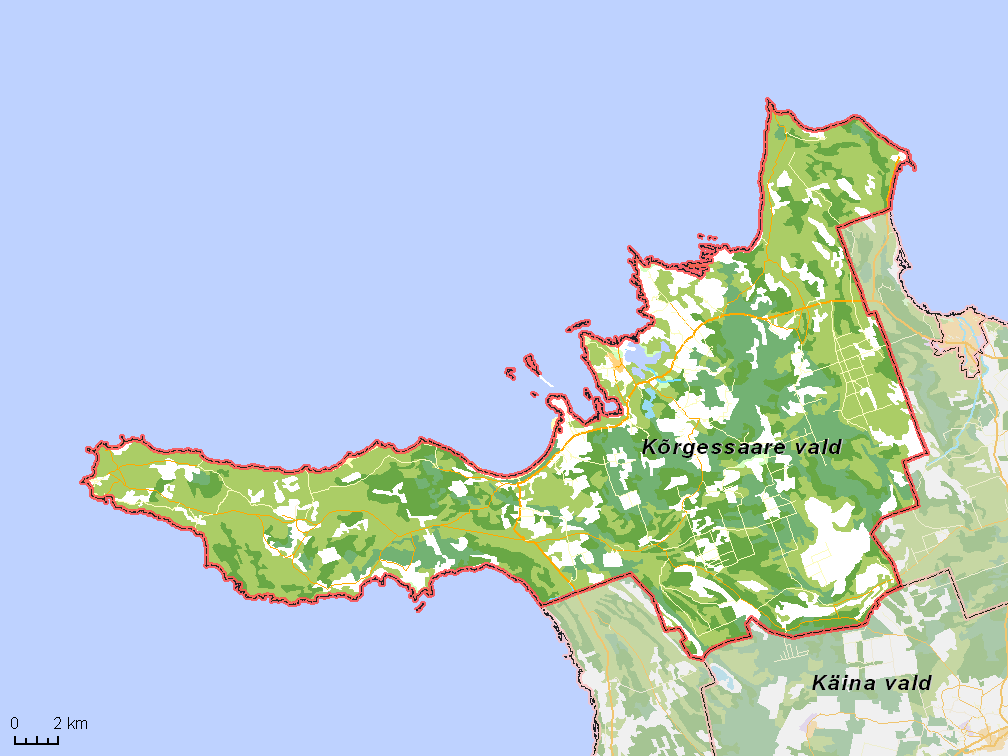
De gemeente met omliggende gemeenten, situatie begin 2013

Landgemeente: Hiiumaa
Voormalige gemeenten: Emmaste · Hiiu · Käina · Kärdla · Kõrgessaare · Pühalepa